# Fouad Twal
Fouad Twal (arab. فؤاد طوال; ur. 23 października 1940 w Madabie) – jordański duchowny rzymskokatolicki, doktor prawa kanonicznego, arcybiskup ad personam, prałat Tunisu w latach 1992–2005 (od 1995 biskup diecezjalny Tunisu), przewodniczący Caritas Internationalis w latach 1999–2005, przewodniczący regionalnej Konferencji Episkopatu Afryki Północnej w latach 2004–2005, arcybiskup koadiutor łacińskiego patriarchatu Jerozolimy w latach 2005–2008, wielki kanclerz Uniwersytetu w Betlejem w latach 2006–2016, łaciński patriarcha Jerozolimy i tym samym wielki przeor Zakonu Rycerskiego Grobu Bożego w latach 2008–2016, przewodniczący Zgromadzenia Ordynariuszy Katolickich Ziemi Świętej i Konferencji Biskupów Łacińskich Regionów Arabskich w latach 2008–2016, od 2016 arcybiskup senior łacińskiego patriarchatu Jerozolimy.

## Życiorys
Ukończył studia w seminarium Patriarchatu Łacińskiego w Bajt Dżala. Święcenia prezbiteratu przyjął 29 czerwca 1966.
Po święceniach następnie był wikariuszem parafii w Ramallah. W 1967 został przeniesiony do Irbid, a rok później do Ammanu. W 1972 rozpoczął studia z prawa kanonicznego na Papieskim Uniwersytecie Laterańskim w Rzymie, uzyskując doktorat w 1975.
W latach 1977–1992 pracował w służbach dyplomatycznych Watykanu m.in.: nuncjatura apostolska w Hondurasie; Rada ds. Publicznych Sekretariatu Stanu Stolicy Apostolskiej; nuncjatura w Niemczech; nuncjatura w Peru.
20 maja 1992 papież Jan Paweł II prekonizował go biskupem dla prałatury terytorialnej Tunisu. Święcenia biskupie otrzymał 22 lipca 1992 w katedrze św. św. Wincentego à Paulo w Tunisie. Głównym konsekratorem był arcybiskup Michel Sabbah, emerytowany łaciński patriarcha Jerozolimy, zaś współkonsekratorami arcybiskup Edmond Farhat, pro-nuncjusz apostolski w Tunezji i arcybiskup Francesco Monterisi, delegat ds. nuncjatur w Sekretariacie Stanu Stolicy Apostolskiej. Jako zawołanie biskupie przyjął słowa „Paratum cor meum” (Gotowe jest serce moje).
31 maja 1995 w związku z utworzeniem diecezji Tunisu został wyniesiony do godności arcybiskupa ad personam.
8 września 2005 papież Benedykt XVI mianował go arcybiskupem koadiutorem dla łacińskiego patriarchy Jerozolimy, a od 14 marca 2006 pełnił również funkcje wielkiego kanclerza Uniwersytetu w Betlejem. 21 czerwca 2008 po przyjęciu rezygnacji Michela Sabbaha, został ustanowiony patriarchą i kanonicznie objął łaciński patriarchat Jerozolimy i tym samym został wielkim przeorem Zakonu Rycerskiego Grobu Bożego. Uroczysty ingres patrialchalny do bazyliki Grobu Bożego, odbył 22 czerwca 2008. 21 czerwca 2008 został również wybrany przewodniczącym Konferencji Biskupów Łacińskich Regionów Arabskich jak i przewodniczącym 
Zgromadzenia Ordynariuszy Katolickich Ziemi Świętej (do 24 czerwca 2016). 29 czerwca 2009 w bazylice św. Piotra na Watykanie odebrał od papieża paliusz metropolitalny.
24 czerwca 2016 papież Franciszek przyjął jego rezygnację z obowiązków łacińskiego patriarchy Jerozolimy.
Ponadto pełnił również następujące funkcję: 1999–2005: przewodniczący Caritas Internationalis; 2004–2005: przewodniczący regionalnej Konferencji Episkopatu Afryki Północnej.
Jak sam o sobie mówi, jest Moabitą.
Dwukrotnie gościł z wizytą w Polsce:
- Podczas 47. Kongresu Eucharystycznego[8] odbywającego się od 25 maja do 1 czerwca 1997 we Wrocławiu;
- Podczas I dni Jerozolimy w Miechowie w dniach 11–12 września 2010[7].